# 名古屋市立長良中学校
名古屋市立長良中学校（なごやしりつ ながらちゅうがっこう）は愛知県名古屋市中川区大畑町にある市立の中学校。

## 歴史
1947年（昭和22年）4月、名古屋市立長良中学校として設立される。翌年に至って愛知県立貿易商業学校の跡地にあたる現校地に移転した。1976年（昭和51年）1月11日、長良地域スポーツセンターが設置される。1978年（昭和53年）度には運動場に照明設備が整備されている。

### 生徒数の変遷
『愛知県小中学校誌』（2018年）によると、生徒数の変遷は以下の通りである。
| 1947年（昭和22年） | 1317人 |  |
| 1957年（昭和32年） | 1311人 |  |
| 1967年（昭和42年） | 1349人 |  |
| 1977年（昭和52年） | 1422人 |  |
| 1987年（昭和62年） | 1257人 |  |
| 1997年（平成9年）  | 862人  |  |
| 2007年（平成19年） | 862人  |  |
| 2017年（平成29年） | 809人  |  |

## 部活動
部活動として、2024年（令和6年）度は、運動部が・男子ハンドボール部・女子ハンドボール部・野球部（男子）・サッカー部・女子バレーボール部・剣道部（男女）・テニス部（男女）、文化部が吹奏楽部（男女）・美術部（男女）・書道部（男女）・合唱部（男女）の各部が活動を行っている。
部活動が盛んな学校で女ハン、女子バス、陸上、バレー、ソフト、水泳は全国大会出場経験があり、テニス、バレー、ハンドボール(男女)は東海大会出場経験があり、バスケ、ハンド、テニス、水泳、女子バス、バレー、ソフトは県大会出場経験がある。
特に陸上、女バスは毎年全国大会へ出場している。
女ハンは昨年度、全国大会へ出場した。
女バスは2016年の全国中学総体で3位となった。
文化部では、吹奏楽が県大会出場経験がある。

## 校訓
元気、やる気、根気、思いやりの気。校訓すべてに「気」の字がついている。

## 所在地
- 愛知県名古屋市中川区大畑町1-3-1

## 通学区域
所管する名古屋市教育委員会は、2018年（平成30年）4月1日現在、名古屋市立愛知小学校・名古屋市立常磐小学校・名古屋市立篠原小学校の各学校区を通学区域として指定している。

## 著名な出身者
- 濱田達郎 - プロ野球選手（中日ドラゴンズ）

## 交通アクセス
- 名古屋臨海高速鉄道あおなみ線「南荒子駅」から徒歩約10分。

### WEB
1. ↑  “学校の沿革”.   名古屋市立長良中学校. 2018年11月23日閲覧。
2. ↑  “平成２９年度 部活動一覧表” (PDF).   名古屋市立長良中学校 (2017年4月11日). 2018年11月23日閲覧。
3. ↑  名古屋市教育委員会事務局総務部教育環境計画室計画係 (2018年4月1日). “名古屋市立中学校区一覧　（小→中）” (PDF).   名古屋市. 2018年11月23日閲覧。

### 書籍
1. ↑  中川区制50周年記念誌編集委員会 1987, p. 432.
2. ↑  名古屋市会事務局 1995, p. 34.
3. ↑  名古屋市教育委員会スポーツ振興課 1985, p. 5.
4. ↑  六三制教育七十周年記念 愛知県小中学校誌 合同記念誌編集特別委員会 2018, p. 232.